# NGC 42
NGC 42は、ペガスス座に位置する渦巻銀河である。1864年10月30日にアルベルト・マルトによって発見された。